# Paul-Spiegel-Preis für Zivilcourage
Der Paul-Spiegel-Preis für Zivilcourage ist ein vom Zentralrat der Juden in Deutschland gestifteter Preis, der seit 2009 verliehen wird und mit 5000 Euro dotiert ist.
Benannt ist die ehrende Auszeichnung nach Paul Spiegel, der von 2000 bis zu seinem Tod im Jahr 2006 Präsident des Zentralrats gewesen ist. Es soll damit an eine „starke Bürgergesellschaft, ohne die eine stabile und lebendige Demokratie nicht denkbar wäre“, appelliert und Menschen geehrt werden, „die sich im Sinne einer Bürgergesellschaft engagieren und Zivilcourage zeige.“

## Preisträger
- 2009: Bernd Merbitz, Landespolizeipräsident des Freistaates Sachsen.[2]

- 2011: Birgit und Horst Lohmeyer, Künstlerehepaar aus Jamel, Mecklenburg-Vorpommern.[3]

- 2012: Kreuzberger Initiative gegen Antisemitismus e.V. (KIgA).[4]

- 2013: Lokales Bündnis Wir für Lübtheen.[5]

- 2015: Andrea Röpke, Politologin und freie Journalistin.[6]

- 2016: Gesicht Zeigen! Für ein weltoffenes Deutschland e.V., Berlin.[7]

- 2018: Wilfried Manneke, evangelischer Pastor aus Unterlüß, Niedersachsen.[8]

- 2020: Omas gegen rechts[9]

- 2022: Tennis Borussia Berlin[10]